# ドゥシュコ・サヴィッチ
ドゥシュコ・サヴィッチ（セルビア語: Душко Савић, ラテン文字転写: Duško Savić、1968年7月1日 - ）は、セルビア（旧ユーゴスラビア）の元サッカー選手。ポジションはミッドフィールダー。

## タイトル

### レッドスター・ベオグラード
- ユーゴスラビア・プルヴァ・リーガ：1990-91, 1991-92
- UEFAチャンピオンズカップ：1990-91
- インターコンチネンタルカップ：1991